# Cosmopterix metis
Cosmopterix metis là một loài bướm đêm thuộc họ Cosmopterigidae. Loài này có ở Brasil (Distrito Federal).
Cá thể trưởng thành được ghi nhận vào tháng 7.